# Юни блан
Юни блан (на френски: Ugni Blanc), (на италиански: Trebbiano) е винен сорт грозде, с произход от Италия. Разпространен е в Южна Франция и Тоскана, Италия. Известен и с имената: Saint Emilion (Франция), Trebbiano (Италия), Бял Шираз (Австралия), Бял Ермитаж.
Предпочита леките, свежи песъчливо-глинести почви на наклонени терени. Има силен растеж, много висока родовитост и висок добив. Високодобивен къснозреещ бял винен сорт, което налага да се засажда в по-топлите райони. Зрее през първата половина на октомври.
Грозд – голям, коничен, разклонен в основата, крилат, полусбит. Дръжката е средно дълга, средно дебела, вдървесинена цялата, жилава. Зърно – почти дребно, сферично, зеленикавожълто с дребни, редки точици. Ципата е прозрачна, дебела, жилава. Месото е сочно, с хармоничен вкус.
От него се получават висококачествени бели трапезни вина с голяма свежест и букет, както и конячен дестилат.